# Луї-Поль М'Феде
Луї-Поль М'Феде (фр. Louis-Paul M'Fédé, 26 лютого 1961, Яунде — 10 червня 2013, Яунде) — камерунський футболіст, що грав на позиції півзахисника.
Виступав за клуби «Ренн», «Канон Яунде» та «Фігерас», а також національну збірну Камеруну, у складі якої був учасником двох чемпіонатів світу, чотирьох Кубків африканських націй та Олімпійських ігор 1984 року.

## Клубна кар'єра
У дорослому футболі дебютував 1981 року виступами за команду «Канон Яунде» зі свого рідного міста, в якій провів два сезони і 1982 року став чемпіоном Камеруну.
На початку 1993 року М'Феде перейшов у французький клуб «Ренн». Дебютував за свій новий клуб 9 січня 1983 року в матчі Кубка Франції проти «Вітре». За підсумками сезону «Ренн» підвищився в класі і вийшов до Ліги 1. У вищому французькому дивізіоні М'Феде зіграв перший матч проти «Расінга». Гравцеві доводилося конкурувати за місце на полі з Янніком Стопірою, Жакі Шар'є і Влодзімежем Мазуром, тому камерунець основним гравцем не був, зігравши лише 11 ігор чемпіонату в тому сезоні, часто виходив у складі дубля в третьому дивізіоні, а за підсумками сезону «Ренн» вилетів назад в Лігу 2.
У сезоні 1984/85 після того, як П'єр Моска замінив Жана Венсана на посаді тренера, М'Феде став частіше виходити на поле, він зіграв 35 матчів, в основному виходячи в основі разом з Маріо Рельмі, Жакі Шар'є і Фаресом Бусідра. М'Феде забив чотири голи в тому сезоні, а також зробив внесок у повернення своєї команди у вищий дивізіон, в тому числі Луї-Поль реалізував свій удар в серії пенальті в матчі плей-оф за підвищення проти «Руана».
У сезоні 1985/86, однак, він програв конкуренцію за місце в основі бельгійцю Едді Вордекерсу і почав здебільшого грати за резерв. Наступний сезон був останнім для камерунця у складі «Ренна». Провівши більшу частину сезону на лавці, він був звільнений в січні 1987 року через вісім днів після повернення з відпустки.
1988 року півзахисник повернувся до клубу «Канон Яунде». Після «мундіалю» 1990 року Луї-Поль знову спробував повернутися в Європу і на сезон 1990/91 був відданий в оренду в іспанський клуб «Фігерас». Він зіграв 23 матчі у Сегунді, але клуб не зміг підвищитися в Ла Лігу. Після цього М'Феде повернувся до Яунде і виграв з клубом другий чемпіонський титул в 1992 році. Завершив ігрову кар'єру у 1994 році. Після закінчення кар'єри тренував клуби «Пантер дю Нде» і свій колишній клуб «Канон Яунде».

## Виступи за збірні
Залучався до складу молодіжної збірної Камеруну, з якою був учасником молодіжного чемпіонату світу 1981 року в Австралії, де зіграв у всіх трьох іграх, але камерунці не змогли вийти з групи.
Влітку 1984 року дебютував в офіційних матчах у складі національної збірної Камеруну на футбольному турнірі Олімпійських ігор 1984 року в Лос-Анджелесі. Зігравши в усіх трьох матчах групового етапу, він забив гол у грі проти Канади, втім і на цьому турнірі камерунці не змогли вийти з групи.
У березні 1986 року він приєднався до збірної на Кубку африканських націй 1986 року в Єгипті. В ході турніру він забив два голи в матчі проти Замбії, але він і його команда поступилися у фіналі по пенальті Єгипту. Але вже за два роки він і збірна Камеруну таки виграли Кубок африканських націй 1988 року в Марокко, перемігши у фіналі Нігерію, єдиний гол з пенальті забив Емманюель Кунде. 
Після цього Луї-Поль зі збірною провально виступив на Кубку африканських націй 1990 року в Алжирі, де камерунці сенсаційно не вийшли з групи, натомість команда  кваліфікувалась на чемпіонат світу 1990 року в Італії. М'Феде допоміг Камеруну дійти до чвертьфіналу, що є найкращим результатом в історії збірної, зігравши в кожному з п'яти матчів своєї команди на турнірі. Він грав у центрі поля в парі із Сіріллом Маканакі.
Надалі у складі збірної був учасником Кубка африканських націй 1992 року в Сенегалі, посівши 4 місце, та чемпіонату світу 1994 року у США. Утім цей чемпіонат світу став невдалим для збірної Камеруну: вони набрали лише 1 очко у групі і, таким чином, вибули з турніру, а М'Феде зіграв у всіх трьох матчах, які і стали для нього останніми у футболці збірної.
Загалом протягом кар'єри в національній команді, яка тривала 11 років, провів в її формі 66 матчів, забивши 8 голів.
Помер 10 червня 2013 року на 53-му році життя від легеневої інфекції в лікарні Яунде.

## Титули і досягнення
- Чемпіон Камеруну (2):

«Канон Яунде»: 1982, 1991
- Володар Кубка Камеруну (2):

«Канон Яунде»: 1982, 1991
- Переможець Кубка африканських націй: 1988
- Срібний призер Кубка африканських націй: 1986